# Kutnohorit
Kutnohorit nebo také mangandolomit je minerál z třídy karbonátů, pojmenovaný podle Kutné Hory. Patří ke skupině dolomitu, obsahuje mangan a vápník. Tvoří středně až hrubě zrnité agregáty. Jeho tvrdost podle Mohsovy stupnice se pohybuje od 3,5 do 4. Má bílé, světle růžové nebo světle hnědé zbarvení, zvětráváním může na povrchu zčernat. V ultrafialovém záření vykazuje fluorescenci.
Poprvé byl objeven v Poličanech, městské části Kutné Hory. Jako první jej popsal v roce 1901 Antonín Bukovský a v roce 1955 jej zatřídil mineralog z Harvardovy univerzity Clifford Frondel. Mezinárodní mineralogická asociace pro něj používá značku Kut.
Vzniká metasomatózou a vyskytuje se na hydrotermálních rudných žilách. Kromě kutnohorské typové lokality byl nalezen na českém území v Lomnici a Chvaleticích, dále v německém Spessartu, rakouském Tennengebirge, švýcarském údolí Albulatal, francouzských Vogézách, belgickém Stoumontu, kosovské Trepči, australském Broken Hillu, jihoafrickém Wessels mine a v Bald Knob a Ouray County v USA. Celkově je známo ve světě okolo 150 lokalit.